# Stade Áristocles Castillo
Le stade Áristocles Castillo est un stade de football situé à Santiago de Veraguas au Panama.